# Porcela Plus
Porcela Plus a.s. byla česká obchodní společnost.

## Historie
Společnost Porcela Plus byla založena 28. července 1992, jediným vlastníkem a jednatelem byl Radovan Květ. Porcela Plus byl původně název jednoho ze závodů státního podniku Karlovarský porcelán, pro který Radovan Květ pracoval. V listopadu 1992 založila Porcela Plus dceřinou společnost Mottl Glas, ve které měli minoritní podíly Milan Mottl (33 %) a Markéta Charouzová (7 %).
V roce 1994 byla Porcela Plus transformována na akciovou společnost, ve které získala poloviční podíl skupina Charouz Holding. Předsedou představenstva se stal Radovan Květ, předsedou dozorčí rady Jan Trajbold. Podala dvě z osmi nabídek na koupi státního 42 % podílu ve sklářské firmě Crystalex Nový Bor. Nabídka Mottl Glas ve výši 1058 milionů korun se umístila na prvním místě, firma však do 15 dnů (do 19. ledna 1995) nezaplatila požadovaných 10 % z kupní ceny. Na druhém místě se umístila samotná Porcela Plus s nabídkou 818 milionů korun, na třetím společnost West Bohemia Glass nabízející 678 milionů korun, ve které získali ještě před koncem soutěže manažeři Porcely Plus majoritní podíl. Fond národního majetku chtěl uspořádat druhé kolo soutěže, vláda Václava Klause ho však zrušila s odůvodněním, že chce prodat celých 73 % akcií.
21. května 1997 schválila vláda Václava Klause návrh ministra financí Ivana Kočárníka, na základě kterého stát Porcele Plus prodal svůj 72 % podíl v Crystalexu. Na konci srpna 1997 Porcela Plus vlastnila majoritní podíly ve společnostech Karlovarský porcelán a Crystalex, které dohromady zaměstnávaly zhruba 6500 zaměstnanců.
16. června 2000 byla na Investiční a poštovní banku uvalena nucená správa, manažeři Porcely Plus následně dojednali přefinancování úvěrů konsorciem bank. V roce 2001 prodala Porcela Plus dceřinou společnost Crystalex. V letech 2001-2007 byl postupně navyšován základní kapitál a společnost Porcelán holding vlastněná společností Charouz Holding (50 %), Radovanem Květem (25 %) a Janem Součkem (25 %) přišla o majoritu v Porcele Plus. Podíl Charouz Holding získal v roce 2004 fond Tritton registrovaný na Kajmanských ostrovech.
V září 2008 podali členové představenstva Porcely Radovan Květ (předseda) a Jan Souček (místopředseda) na společnost insolvenční návrh. V následném konkursním řízení uznal správce konkursní podstaty závazky ve výši 1,7 miliardy korun. Největším věřitelem byla britská HSBC Bank plc, která přihlásila pohledávky za více než miliardu korun. Přestože měla téměř polovinu
pohledávek zajištěných, získala zpět pouze 12 % jejich hodnoty. Nezajištěným věřitelům správce vyplatil 7 % hodnoty jejich pohledávek.